# Rukiszki (rejon ignaliński)
Rukiszki (lit. Rukiškė) – wieś na Litwie, w okręgu uciańskim, w rejonie ignalińskim, w gminie Kozaczyzna.

## Historia
W czasach zaborów w guberni wileńskiej Imperium Rosyjskiego.
W dwudziestoleciu międzywojennym wieś leżała w Polsce, w województwie nowogródzkim (od 1926 w województwie wileńskim), w powiecie brasławskim (od 1926 w powiecie święciańskim), w gminie Dukszty.
Powszechny Spis Ludności z 1921 roku nie podał danych dotyczących miejscowości. W 1931 w 6 domach zamieszkiwało 29 osób.
Wierni należeli do parafii rzymskokatolickiej w Kozaczyźnie. Miejscowość podlegała pod Sąd Grodzki w Święcianach i Okręgowy w Wilnie; właściwy urząd pocztowy mieścił się w Duksztach.